# Сполторе
Сполторе (итал. Spoltore) је насеље у Италији у округу Пескара, региону Абруцо.
Према процени из 2011. у насељу је живело 3693 становника. Насеље се налази на надморској висини од 182 м.

## Становништво
Према резултатима пописа становништва 2011. у општини је живело 18.566 становника.
| 1931. | 1936. | 1951. | 1961. | 1971. | 1981.  | 1991.  | 2001.  | 2011.  |
| ----- | ----- | ----- | ----- | ----- | ------ | ------ | ------ | ------ |
| 5.977 | 6.363 | 6.781 | 7.439 | 8.560 | 10.552 | 12.930 | 15.417 | 18.566 |